# Jonathan Reis
Jonathan Reis (sinh ngày 6 tháng 6 năm 1989) là một cầu thủ bóng đá người Brasil.

## Sự nghiệp câu lạc bộ
Jonathan Reis đã từng chơi cho Hokkaido Consadole Sapporo.